# 쌀새속
쌀새속(Melica)은 벼과의 속이다. 세계 대부분의 온대 지역에서 발견된다.

## 일부 종
아래 목록은 잘 알려져 있는 종의 일부 목록이다.
| - M. altissima - M. aristata - M. bulbosa - M. californica - M. ciliata - M. fugax - M. montezumae - M. mutica | - M. nutans - M. nitens - 쌀새 (M. onoei) - M. picta - M. spectabilis - M. stricta - M. subulata |